# Cancini
Cancini  ( olaszul: Zanzini ) falu Horvátországban Isztria megyében. Közigazgatásilag Porečhez tartozik.

## Fekvése
Porečtől  6 km-re északkeletre, az Isztriai-félsziget nyugati részén a Porečről Novigrad és aVižinada felé menő utak között fekszik.

## Története
Lakosságát csak 1948-óta számlálják önállóan, amikor 37-en lakták. Jugoszlávia felbomlása után 1991-ben a független Horvátország része lett. Lakosságának száma az utóbbi húsz évben több mint négyszeresére emelkedett. 2011-ben már 158 lakosa volt. Lakói a közeli Porečen dolgoznak, valamint mezőgazdasággal és újabban egyre inkább turizmussal, vendéglátással foglalkoznak.

## Lakosság
| Lakosság változása | Lakosság változása | Lakosság változása | Lakosság változása | Lakosság változása | Lakosság változása | Lakosság változása | Lakosság változása | Lakosság változása | Lakosság változása | Lakosság változása | Lakosság változása | Lakosság változása | Lakosság változása | Lakosság változása | Lakosság változása |
| ------------------ | ------------------ | ------------------ | ------------------ | ------------------ | ------------------ | ------------------ | ------------------ | ------------------ | ------------------ | ------------------ | ------------------ | ------------------ | ------------------ | ------------------ | ------------------ |
| 1857               | 1869               | 1880               | 1890               | 1900               | 1910               | 1921               | 1931               | 1948               | 1953               | 1961               | 1971               | 1981               | 1991               | 2001               | 2011               |
| 0                  | 0                  | 0                  | 0                  | 0                  | 0                  | 0                  | 0                  | 37                 | 44                 | 34                 | 27                 | 24                 | 35                 | 83                 | 158                |